# Мецана Рабатоне
Мецана Рабатоне (итал. Mezzana Rabattone) је насеље у Италији у округу Павија, региону Ломбардија.
Према процени из 2011. у насељу је живело 255 становника. Насеље се налази на надморској висини од 67 м.

## Становништво
Према резултатима пописа становништва 2011. у општини је живело 502 становника.
| 1936. | 1951. | 1961. | 1971. | 1981. | 1991. | 2001. | 2011. |
| ----- | ----- | ----- | ----- | ----- | ----- | ----- | ----- |
| 762   | 780   | 679   | 618   | 586   | 522   | 532   | 502   |